# ليلي لي
ليلي لي (بالصينية: 李麗麗) هي ممثلة صينية (وحملت سابقاً جنسية هونغ كونغ البريطانية)، ولدت في 21 مايو 1950 بهونغ كونغ في الصين.

## وصلات خارجية
- ليلي لي على موقع IMDb (الإنجليزية)
- ليلي لي على موقع قاعدة بيانات الفيلم (الإنجليزية)
- ليلي لي على موقع قاعدة بيانات الفيلم (الإنجليزية)